# Ligne Chūō-Sōbu
La ligne Chūō-Sōbu (中央・総武緩行線, Chūō Sōbu Kankō-sen) est une ligne ferroviaire du réseau JR East dans la région de Tokyo et Chiba, au Japon. Cette ligne relie les gares de Mitaka et Chiba. Elle suit en grande partie le tracé des lignes Chūō et Sōbu.
Sur les cartes, la ligne Chūō-Sōbu est de couleur jaune.

## Histoire
Jusqu'au 14 mars 2020, la ligne était séparée en deux parties tôt le matin et tard le soir :
- à l'est, les trains reliaient Chiba et Ochanomizu
- à l'ouest, les trains de la ligne rapide Chūō en provenance de la gare de Tokyo circulaient sur la ligne entre Ochanomizu et Mitaka et continuaient en direction de Takao.

## Caractéristiques

### Ligne
- Distance : 60,2 km
- Écartement : 1 067 mm
- Nombre de gares : 39
- Double voie
- Alimentation : 1,5 kV continu par caténaire.

### Services et interconnexions
À l'exception de quelques trains express et saisonniers, les trains parcourant la ligne Chūō-Sōbu sont tous omnibus.
Certains trains de la ligne Tōzai continuent sur la ligne Chūō-Sōbu entre les gares de Nakano et Mitaka, et entre Nishi-Funabashi et Tsudanuma. La ligne Tōzai est elle-même interconnectée avec la ligne Tōyō Rapid ce qui permet des liaisons Mitaka - Tōyō-Katsutadai .

### Liste des gares
La ligne Chūō-Sōbu comprend 39 gares, numérotées de JB-01 à JB-39.

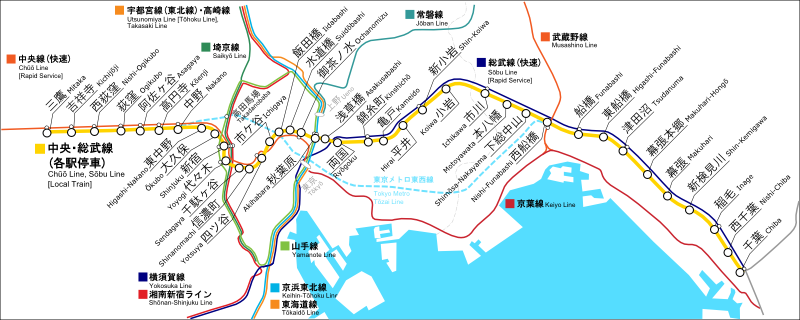
Les gares de la ligne Chūō-Sōbu

| Ligne                | Numéro  | Gare              | Nom japonais | Distance | Correspondances | Localisation | Localisation        |
| -------------------- | ------- | ----------------- | ------------ | -------- | --- | ------------ | ------------------- |
| Ligne Chūō           | JB01    | Mitaka            | 三鷹         | 0        | JR East : JC Chūō | Mitaka       | Tokyo               |
| Ligne Chūō           | JB02    | Kichijōji         | 吉祥寺       | 1,6      | Keiō : Inokashira | Musashino    | Tokyo               |
| Ligne Chūō           | JB03    | Nishi-Ogikubo     | 西荻窪       | 3,5      | | Suginami     | Tokyo               |
| Ligne Chūō           | JB04    | Ogikubo           | 荻窪         | 5,4      | Tokyo Metro : M Marunouchi | Suginami     | Tokyo               |
| Ligne Chūō           | JB05    | Asagaya           | 阿佐ケ谷     | 6,8      | | Suginami     | Tokyo               |
| Ligne Chūō           | JB06    | Kōenji            | 高円寺       | 8,0      | | Suginami     | Tokyo               |
| Ligne Chūō           | JB07    | Nakano            | 中野         | 9,4      | Tokyo Metro : T Tōzai (interconnexion) | Nakano       | Tokyo               |
| Ligne Chūō           | JB08    | Higashi-Nakano    | 東中野       | 11,3     | Toei : E Ōedo | Nakano       | Tokyo               |
| Ligne Chūō           | JB09    | Ōkubo             | 大久保       | 12,4     | | Shinjuku     | Tokyo               |
| Ligne Chūō           | SJKJB10 | Shinjuku          | 新宿         | 13,8     | JR East : JS Shōnan-Shinjuku, JA Saikyō, JY Yamanote Keiō : Keiō, Nouvelle Keiō Odakyū : Odawara Tokyo Metro : M Marunouchi Toei : E Ōedo, S Shinjuku | Shinjuku     | Tokyo               |
| Ligne Chūō           | JB11    | Yoyogi            | 代々木       | 14,5     | JR East : JY Yamanote Toei : JE Ōedo | Shibuya      | Tokyo               |
| Ligne Chūō           | JB12    | Sendagaya         | 千駄ケ谷     | 15,5     | Toei : JE Ōedo (à Kokuritsu-Kyōgijō) | Shibuya      | Tokyo               |
| Ligne Chūō           | JB13    | Shinanomachi      | 信濃町       | 16,2     | | Shinjuku     | Tokyo               |
| Ligne Chūō           | JB14    | Yotsuya           | 四ツ谷       | 17,5     | Tokyo Metro : M Marunouchi, N Namboku | Shinjuku     | Tokyo               |
| Ligne Chūō           | JB15    | Ichigaya          | 市ケ谷       | 18,3     | Tokyo Metro : N Namboku, Y Yūrakuchō Toei : S Shinjuku                                                                                                | Chiyoda      | Tokyo               |
| Ligne Chūō           | JB16    | Iidabashi         | 飯田橋       | 19,8     | Tokyo Metro : N Namboku, T Tōzai, Y Yūrakuchō Toei : E Ōedo                                                                                           | Chiyoda      | Tokyo               |
| Ligne Chūō           | JB17    | Suidōbashi        | 水道橋       | 20,7     | Toei : I Mita | Chiyoda      | Tokyo               |
| Ligne Chūō           | JB18    | Ochanomizu        | 御茶ノ水     | 21,5     | JR East : JC Chūō (interconnexion) Tokyo Metro : M Marunouchi, C Chiyoda (à Shin-Ochanomizu)                                                          | Chiyoda      | Tokyo               |
| Ligne Sōbu (branche) | AKBJB19 | Akihabara         | 秋葉原       | 22,4     | JR East : JK Keihin-Tōhoku, JY Yamanote Tokyo Metro : H Hibiya MIR : Tsukuba Express                                                                  | Chiyoda      | Tokyo               |
| Ligne Sōbu (branche) | JB20    | Asakusabashi      | 浅草橋       | 23,5     | Toei : A Asakusa | Taitō        | Tokyo               |
| Ligne Sōbu (branche) | JB21    | Ryōgoku           | 両国         | 24,3     | Toei : E Ōedo | Sumida       | Tokyo               |
| Ligne Sōbu           | JB22    | Kinshichō         | 錦糸町       | 25,8     | JR East : JB Sōbu Tokyo Metro : Z Hanzōmon | Sumida       | Tokyo               |
| Ligne Sōbu           | JB23    | Kameido           | 亀戸         | 27,3     | Tōbu : Kameido | Kōtō         | Tokyo               |
| Ligne Sōbu           | JB24    | Hirai             | 平井         | 29,2     | | Edogawa      | Tokyo               |
| Ligne Sōbu           | JB25    | Shin-Koiwa        | 新小岩       | 31,0     | | Katsushika   | Tokyo               |
| Ligne Sōbu           | JB26    | Koiwa             | 小岩         | 33,8     | | Edogawa      | Tokyo               |
| Ligne Sōbu           | JB27    | Ichikawa          | 市川         | 36,4     | Keisei : KS Keisei (à Ichikawa-Mama) | Ichikawa     | Préfecture de Chiba |
| Ligne Sōbu           | JB28    | Motoyawata        | 本八幡       | 38,4     | Keisei : KS Keisei (à Keisei Yawata) Toei : S Shinjuku                                                                                                | Ichikawa     | Préfecture de Chiba |
| Ligne Sōbu           | JB29    | Shimōsa-Nakayama  | 下総中山     | 40,0     | | Funabashi    | Préfecture de Chiba |
| Ligne Sōbu           | JB30    | Nishi-Funabashi   | 西船橋       | 41,6     | JR East : JE Keiyō, JM Musashino Tokyo Metro : T Tōzai (interconnexion) Toyo Rapid Railway : Tōyō Rapid                                               | Funabashi    | Préfecture de Chiba |
| Ligne Sōbu           | JB31    | Funabashi         | 船橋         | 44,2     | Tōbu : Urban Park Keisei : KS Keisei (à Keisei Funabashi)                                                                                             | Funabashi    | Préfecture de Chiba |
| Ligne Sōbu           | JB32    | Higashi-Funabashi | 東船橋       | 46,0     | | Funabashi    | Préfecture de Chiba |
| Ligne Sōbu           | JB33    | Tsudanuma         | 津田沼       | 47,7     | Keisei : KS Matsudo (à Shin-Tsudanuma) | Narashino    | Préfecture de Chiba |
| Ligne Sōbu           | JB34    | Makuhari-Hongō    | 幕張本郷     | 50,6     | Keisei : KS Chiba | Chiba        | Préfecture de Chiba |
| Ligne Sōbu           | JB35    | Makuhari          | 幕張         | 52,6     | Keisei : KS Chiba (à Keisei Makuhari) | Chiba        | Préfecture de Chiba |
| Ligne Sōbu           | JB36    | Shin-Kemigawa     | 新検見川     | 54,2     | | Chiba        | Préfecture de Chiba |
| Ligne Sōbu           | JB37    | Inage             | 稲毛         | 56,9     | | Chiba        | Préfecture de Chiba |
| Ligne Sōbu           | JB38    | Nishi-Chiba       | 西千葉       | 58,8     | | Chiba        | Préfecture de Chiba |
| Ligne Sōbu           | JB39    | Chiba             | 千葉         | 60,2     | JR East : JO Narita, JB Sōbu, Sotobō, Uchibō Keisei : KS Chiba (à Keisei Chiba) Monorail de Chiba : lignes 1 et 2                                     | Chiba        | Préfecture de Chiba |

## Matériel roulant

### Actuel
Les services propres à la ligne sont effectués avec des trains de série E231-0 et E231-500 (ex ligne Yamanote). Les services interconnectés avec la ligne Tōzai sont effectués avec des trains de série E231-800. De son côté, Tokyo Metro utilise des trains de série 05, 05N, 07 et 15000.

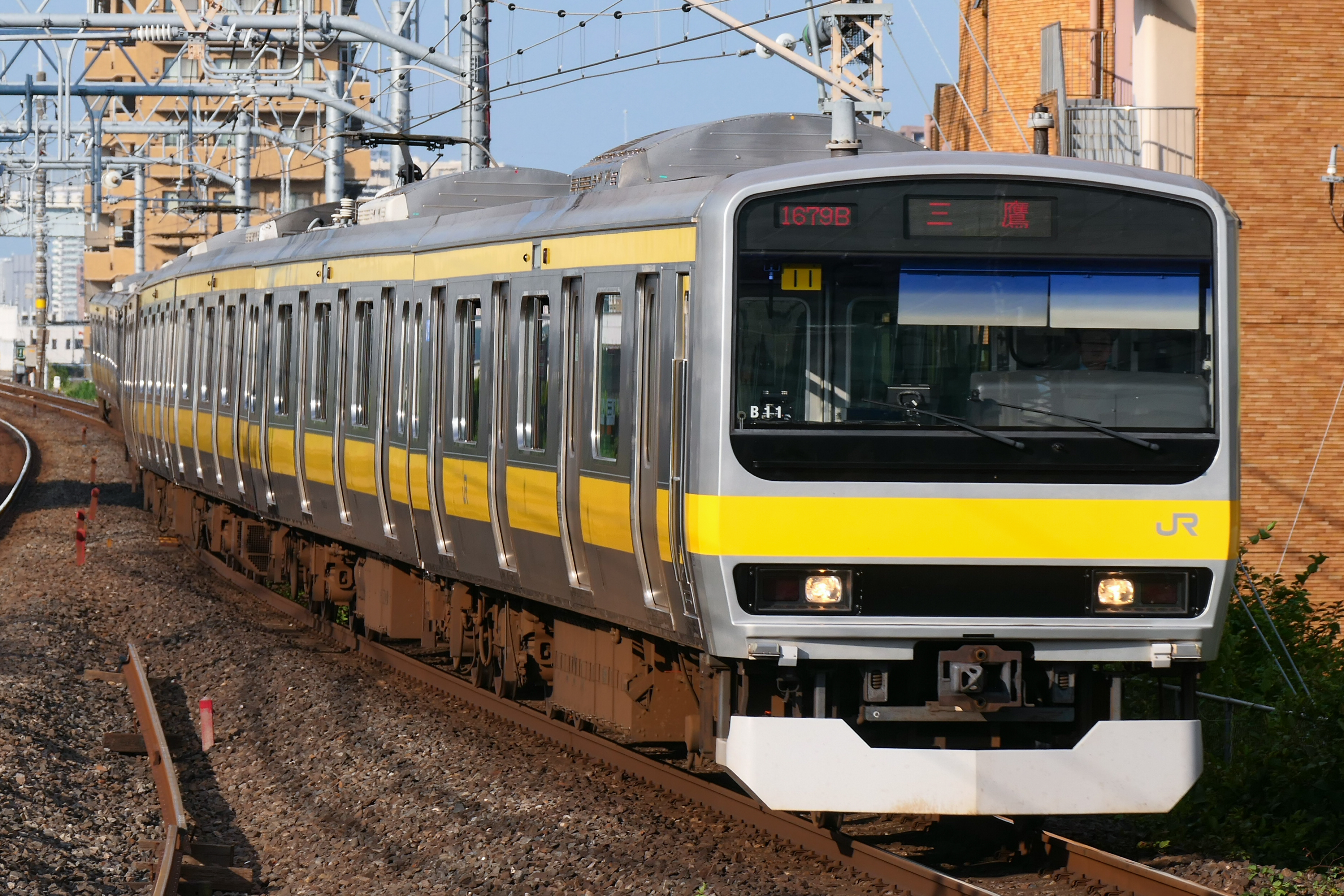
JR série E231-0
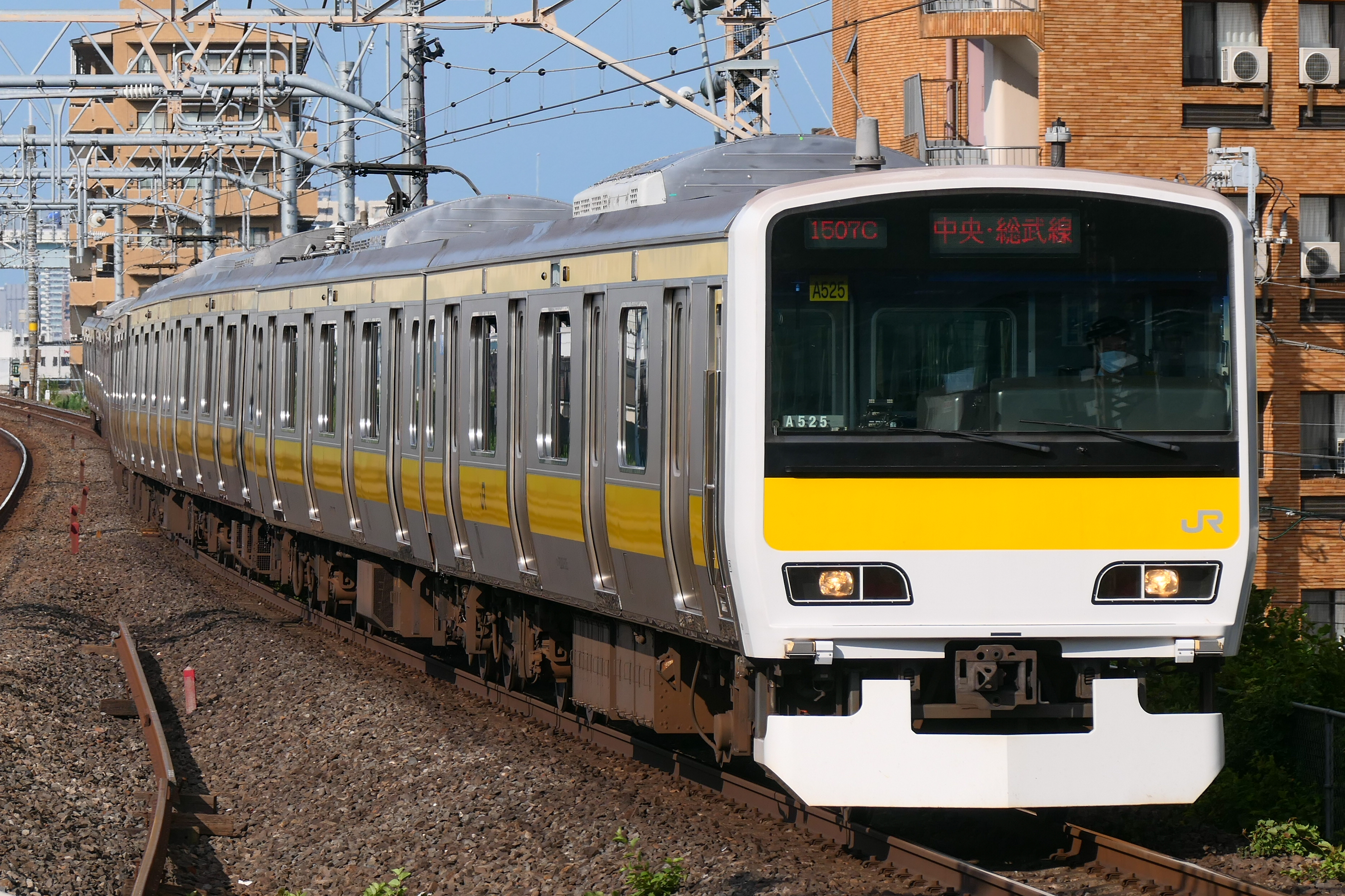
JR série E231-500
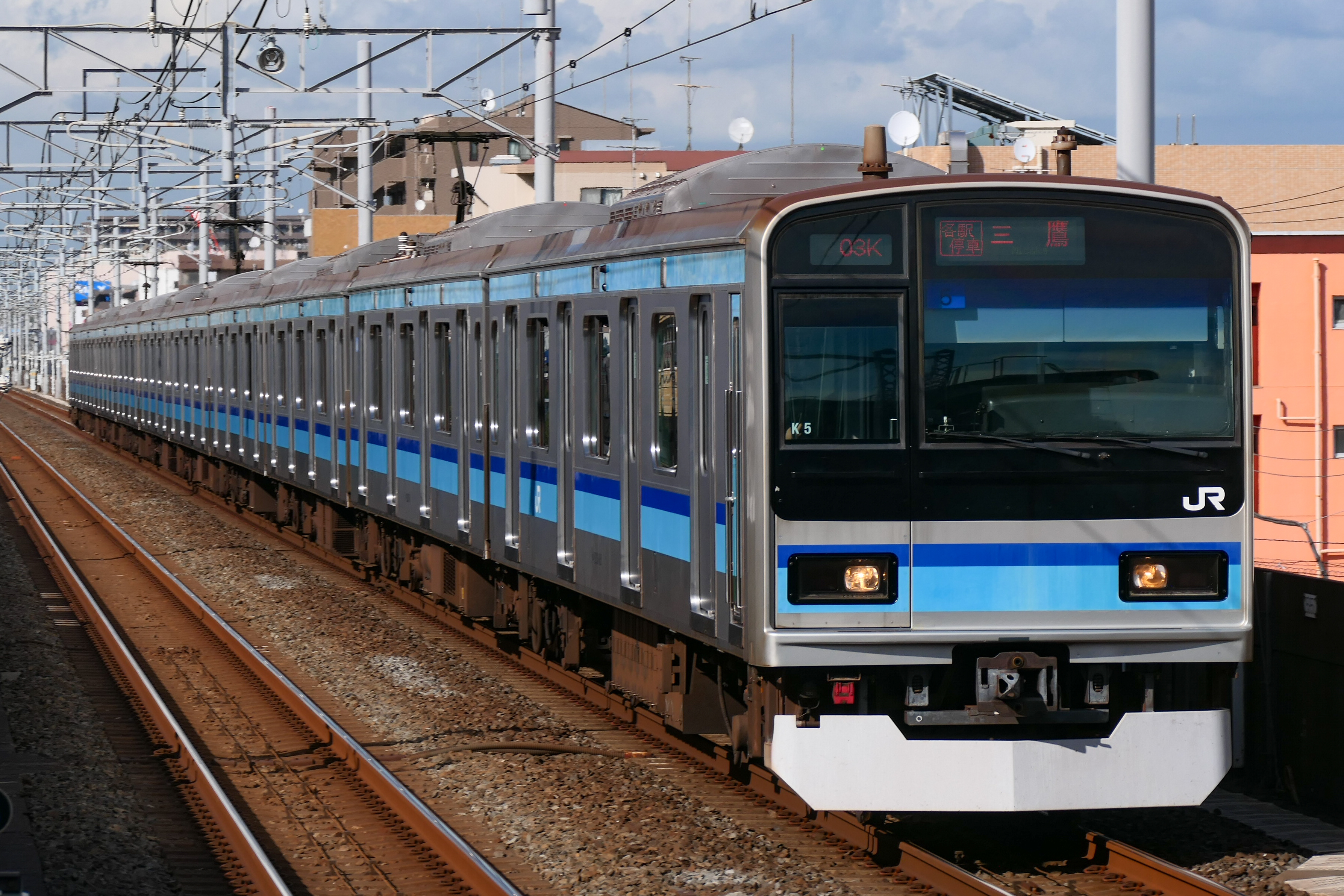
JR série E231-800 (pour l'interconnexion avec la ligne Tōzai)
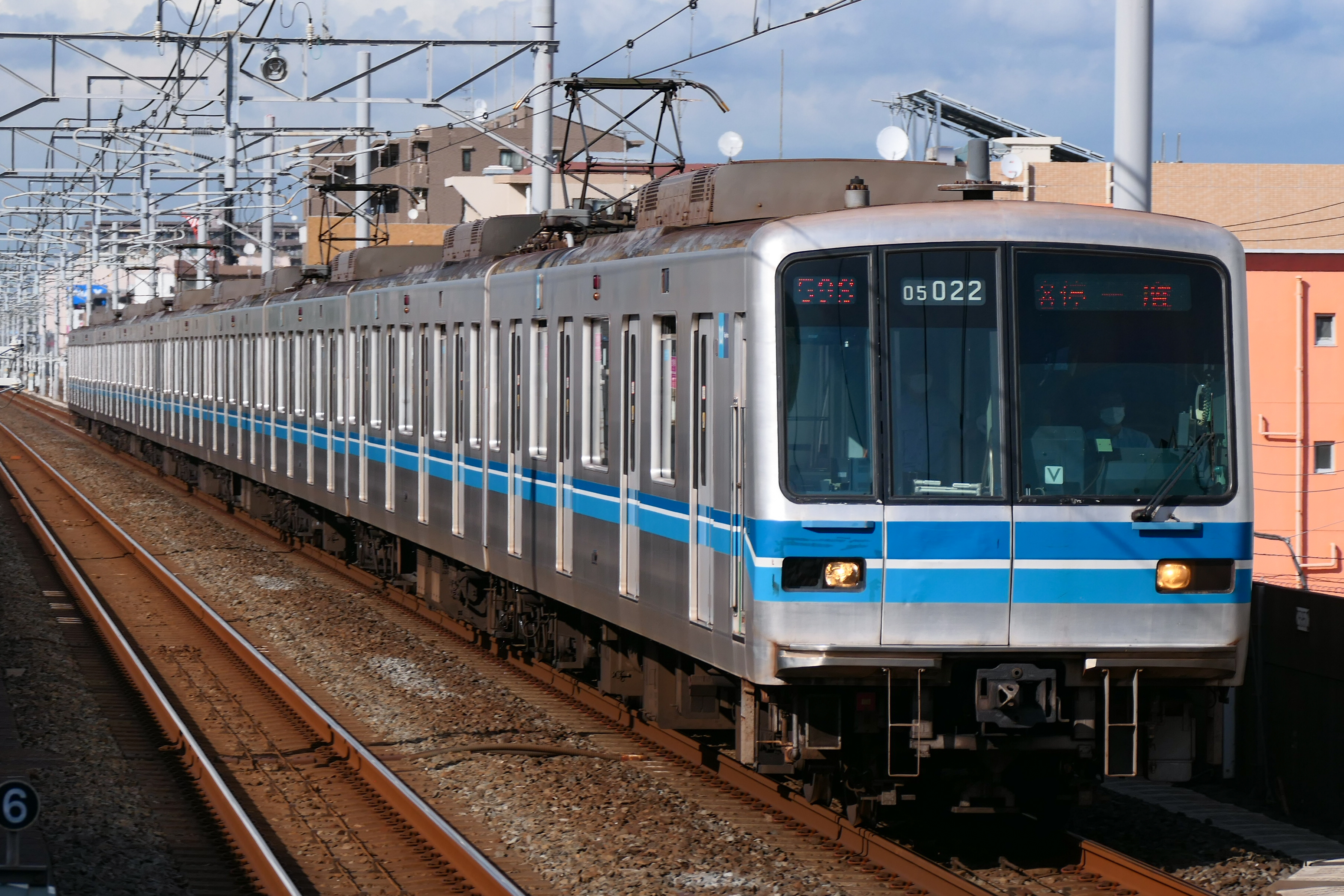
Tokyo Metro série 05
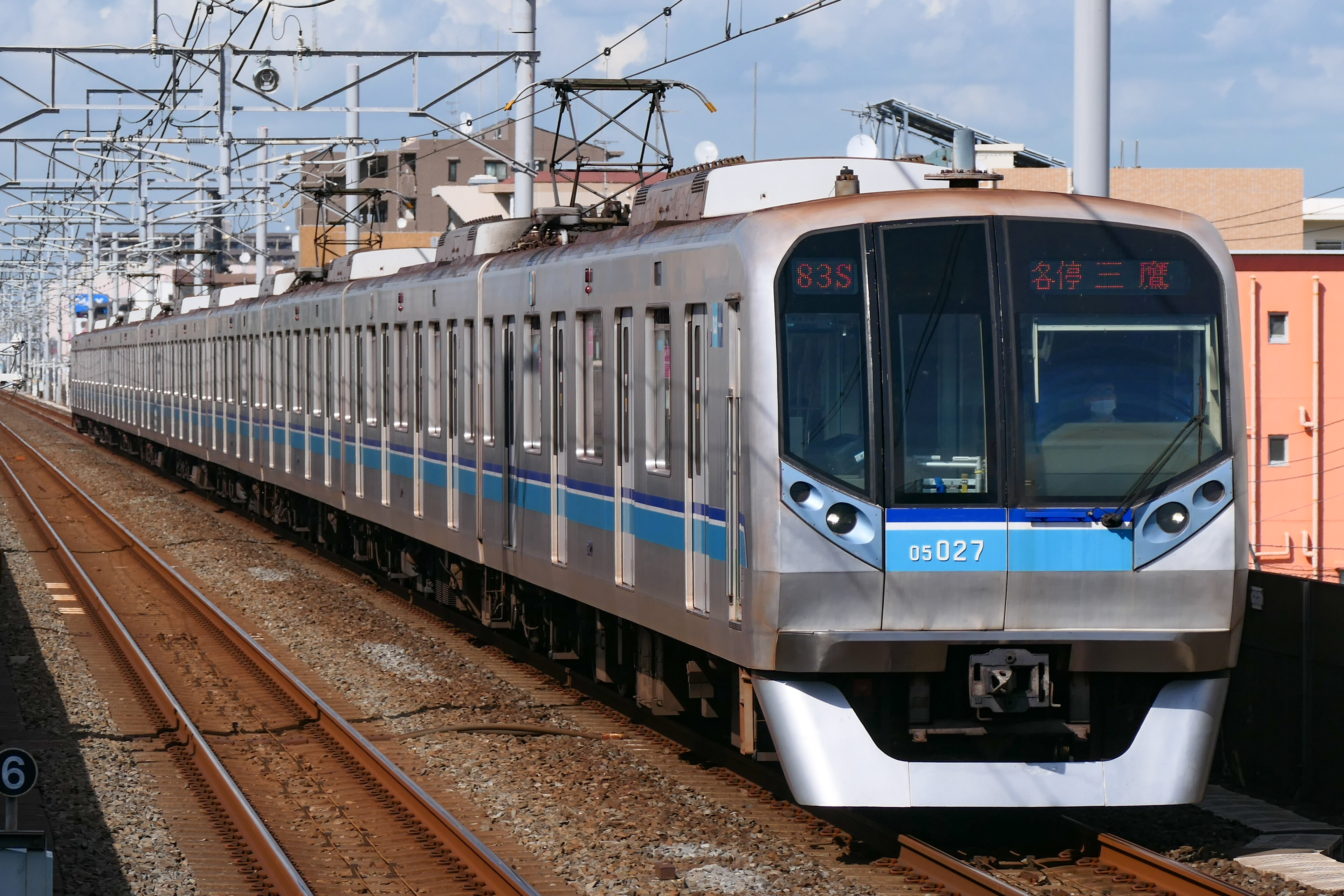
Tokyo Metro série 05N
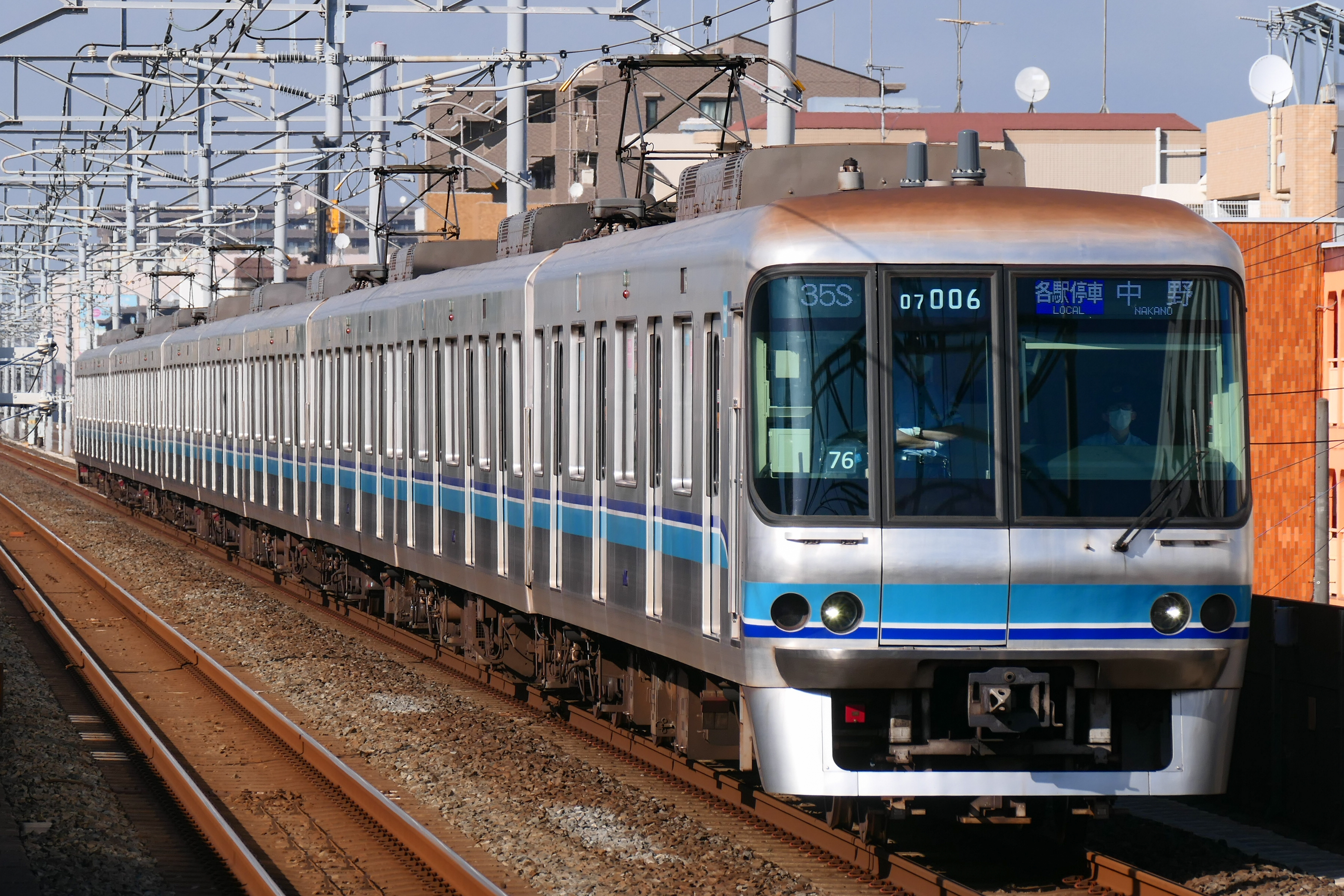
Tokyo Metro série 07
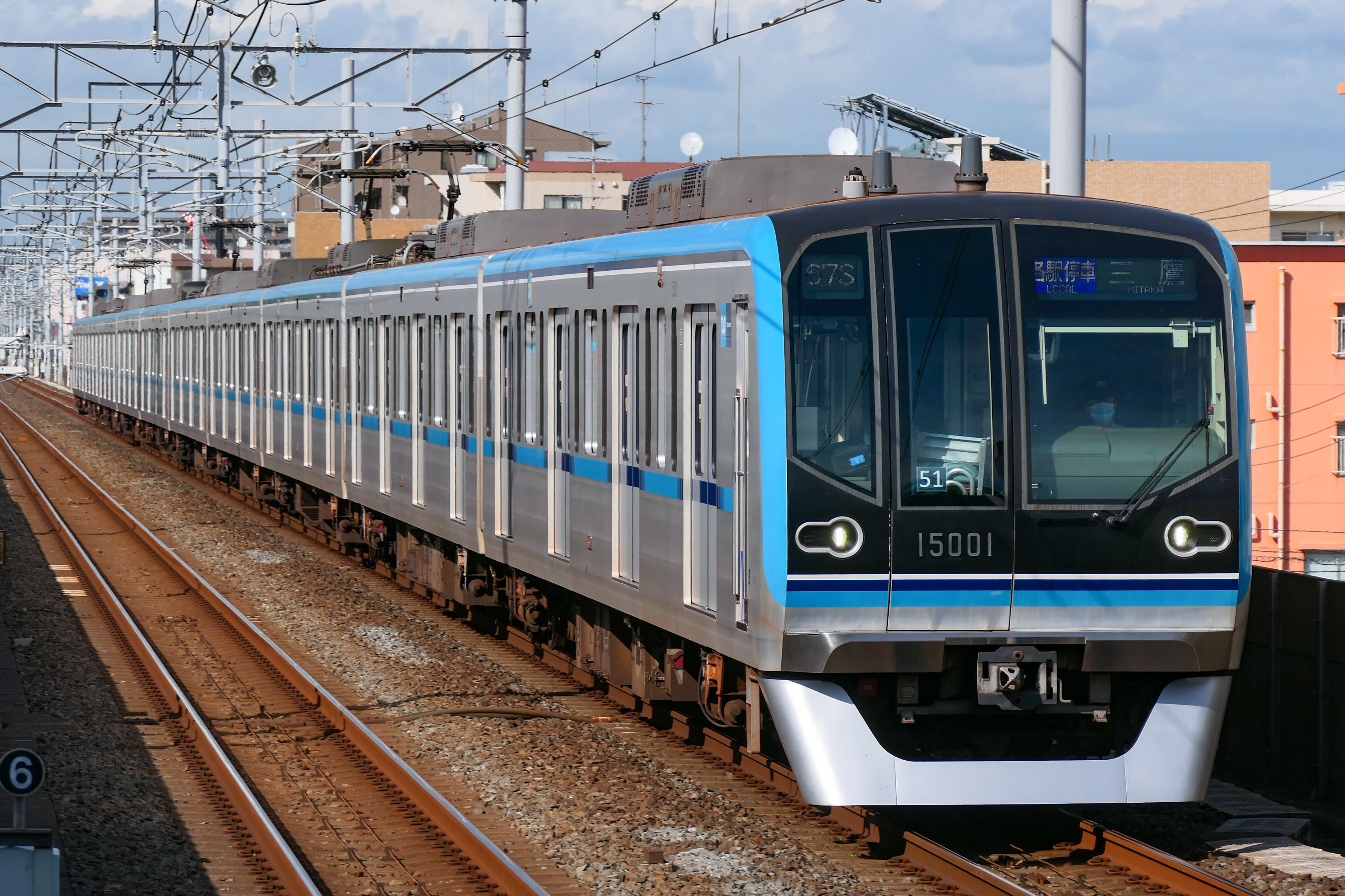
Tokyo Metro série 15000

### Ancien
Les trains de série 209-500 ont circulé sur la ligne du 29 décembre 1998 au 19 avril 2019. Les trains de série E233-0 ont circulé sur la ligne tôt le matin et tard le soir jusqu'au 14 mars 2020.

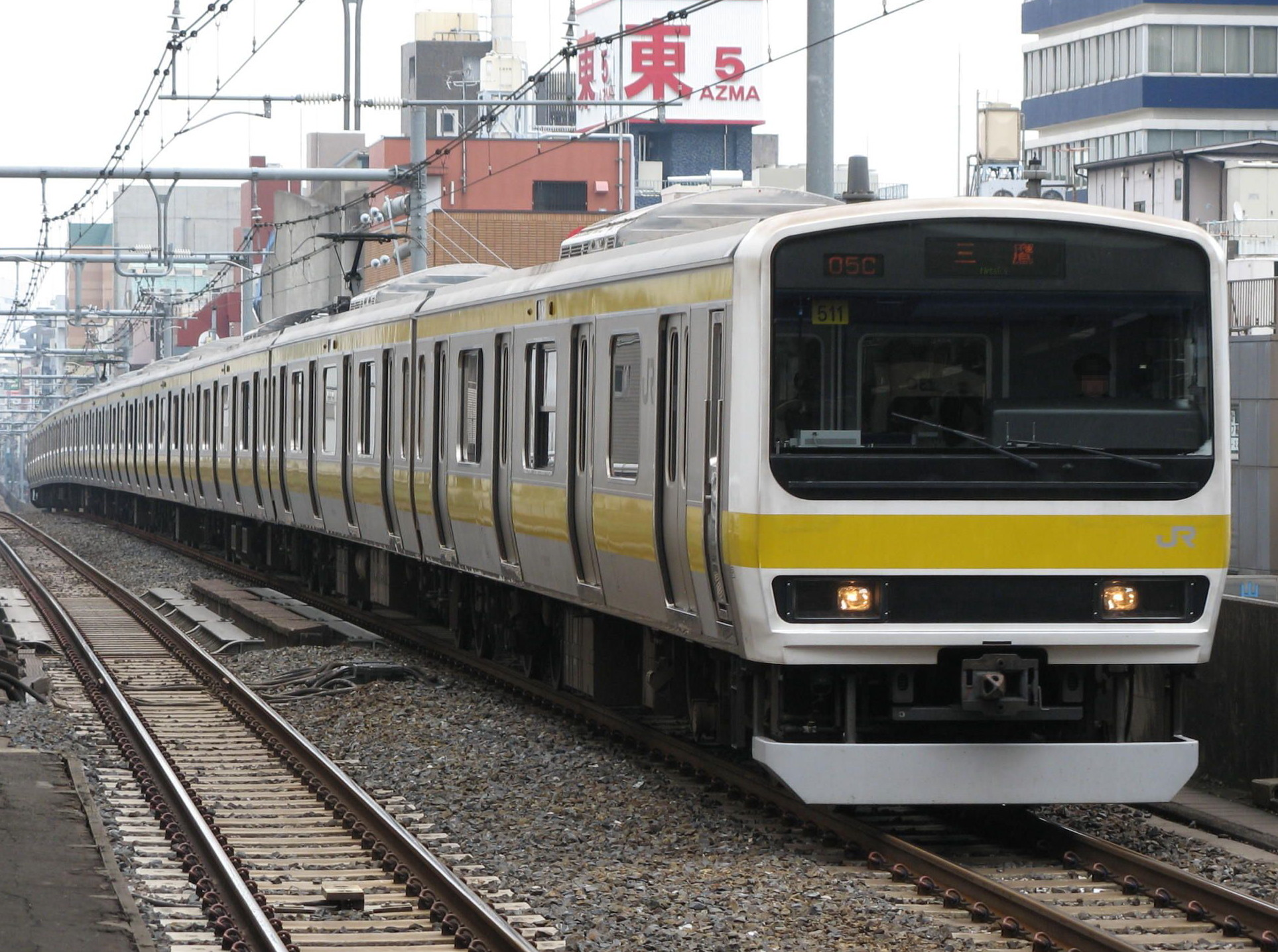
JR série 209-500
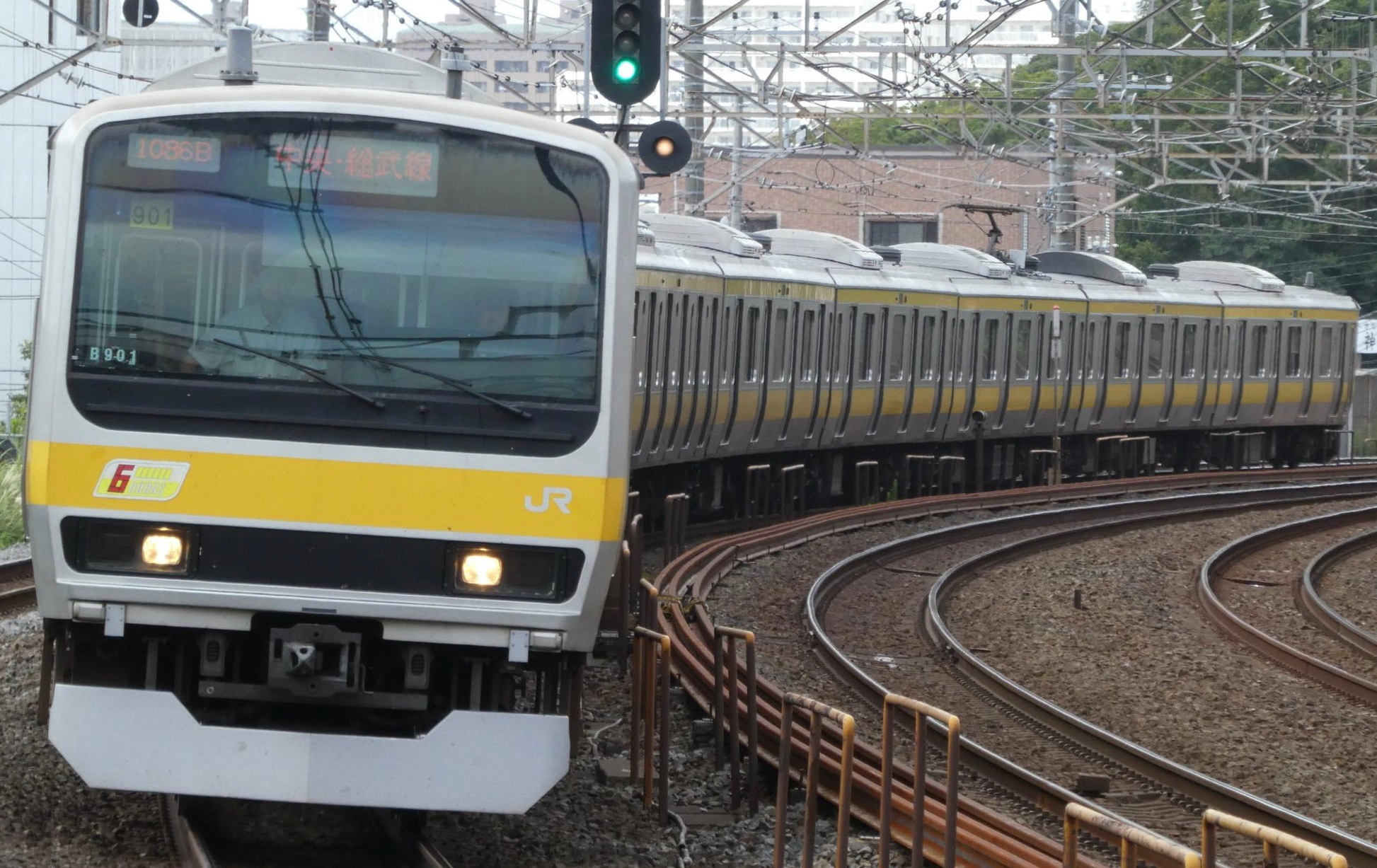
JR série E231-900
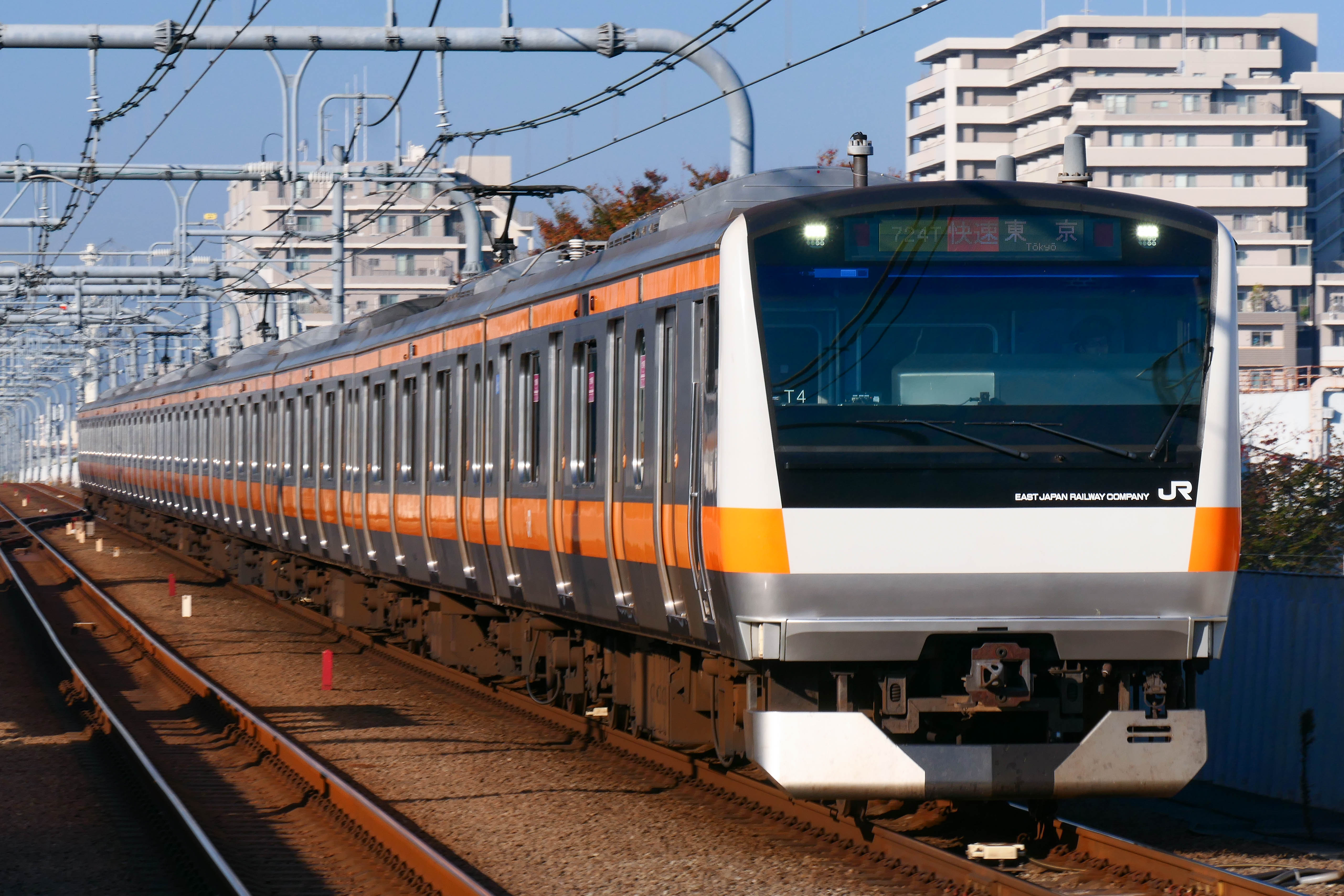
JR série E233-0